# Mercedes-Benz M 115
| Mercedes-Benz        | Mercedes-Benz            |
| -------------------- | ------------------------ |
|                      |                          |
| M 115                |                          |
| Hersteller:          | Daimler-Benz             |
| Produktionszeitraum: | 1968–1985                |
| Bauform:             | Vierzylinder-Reihenmotor |
| Hubraum:             | 2,0–2,3 Liter            |
| Leistung:            | 69–81 kW                 |
| Vorgängermodell:     | M 121                    |
| Nachfolgemodell:     | M 102                    |

Mit M 115 bezeichnet Daimler-Benz eine Baureihe von Vierzylinder-Reihenmotoren. Die Ottomotoren mit 2,0 bis 2,3 Litern Hubraum wurden in den Pkw Mercedes-Benz 200/220/230.4 (W 115, „Strich-Acht“, bis 1976) bzw. 200/230 (W 123, ab 1976), dem Geländewagen 230 G (W 460, 1979 bis 1985) sowie den Mercedes-Benz-Transportern 408/409 (T 2 - „Düsseldorfer Transporter“, ab 1968) und 208/308 (T 1 - „Bremer Transporter“, ab 1977) verwendet.
Der Motor ist ein nur leicht veränderter Nachfolger des M 121 und hat wie dieser einen Gegenstromzylinderkopf aus einer Aluminiumlegierung sowie eine fünffach gelagerte Kurbelwelle in einem Motorblock aus Grauguss. Die obenliegende Nockenwelle (OHC-Ventilsteuerung) wird von einer Rollenkette angetrieben und betätigt über Schlepphebel je zwei Ventile pro Zylinder. In den Mercedes-Benz 200/230 der Baureihe 123 wurde 1980 der M 115 durch den neu entwickelten M 102 mit Querstromzylinderkopf ersetzt.

## Technische Daten
| Typ        | Hubraum  | (nach Steuerformel) | Bohrung × Hub   | Leistung                          |
| ---------- | -------- | ------------------- | --------------- | --------------------------------- |
| M 115 V 20 | 1988 cm3 | 1971 cm3            | 87 × 83,6 mm    | 69/70 kW (94/95 PS)               |
| M 115 V 22 | 2197 cm3 | 2172 cm3            | 87 × 92,4 mm    | 77 kW (105 PS)                    |
| M 115 V 23 | 2307 cm3 | 2277 cm3            | 93,75 × 83,6 mm | 63/66/80/81 kW (85/90/109/110 PS) |